# 佼成学園中学校・高等学校
佼成学園中学校・高等学校（こうせいがくえんちゅうがっこう・こうとうがっこう）は、東京都杉並区和田に所在し、中高一貫教育を提供する私立男子中学校・高等学校。

## 概要
1956年に、立正佼成会の社会貢献事業の一環として中学高等学校を設立。

## 特色
ほぼ全員が4年制大学を目指す併設型中高一貫校。高校からの外部募集もある。
立正佼成会を母体とする学校法人が経営している。宗教法人が設立した学校だが、宗教に関した教育・授業はほとんど行われていない。また、立正佼成会とは無関係な生徒、教師が大半を占める。
制服は、ボタンのない蛇腹の詰襟を採用している。色は濃紺。
クラブ活動は、甲子園出場3回（1966年と1968年の春、1974年の夏）の野球部をはじめとして、弓道部・ソフトテニス部・自転車部が近年関東大会やインターハイに出場しており、特にアメリカンフットボール部は2007年春季関東大会で初優勝し、2014年に秋季都大会で優勝、秋季関東大会では準優勝、クリスマスボウルには9年連続出場し、5回の優勝を誇る。大学、社会人に多数の選手を送るなど全国でも強豪として知られている。
同中学部も日本中学選手権1回・マリンボウル2回の計3回全国大会で優勝した。
文化部でも、サイエンス部が日本学生科学賞で入賞（2008,2012,2014,2018年）し、首都圏オープン生徒研究発表会で最優秀賞を受賞（2014,2015年）、マリンチャレンジプログラム2023全国大会では最優秀賞を受賞した。ISEFにも日本代表を2回派遣している（2018,2025年）。コンピュータ研究部は全国中学高校WEBコンテストにて総務大臣賞プラチナ賞オーディエンス賞を受賞し（2024年）、吹奏楽部も東京都高等学校吹奏楽コンクール東日本組にて6年連続の金賞を受賞するなど、活動が盛んである。

サイエンス部のほかにも日本学生科学賞での最優秀賞を2名受賞（2021年）し、自由すぎる研究EXPO2024での金賞3件・入選11件など、総合的な学習の時間における探究活動も盛んである。
中学・高等学校のグローバルコースでは海外研修を実施しており、海外大学への進学実績も近年増加している。

## 沿革
- 1954年 - 高等学校設置認可
- 1955年 - 中学校設置認可
- 1956年 - 中学高等学校設立
- 1966年 - 高等学校野球部が東京都代表として春の甲子園に初出場。
- 1968年 - 総合体育館落成
- 1974年 - 高等学校野球部が東京都代表として夏の甲子園に初出場
- 1991年 - 中学・高等学校一貫教育開始
- 1994年 - 新高校棟落成
- 1996年 - 新中学棟落成
- 1997年 - 中学・高等学校6ヵ年一貫教育の第1期生卒業、高等学校文理科新設
- 1998年 - 習熟度別授業、高等学校英国研修制度開始
- 2003年 - 高等学校文理科を普通科文理コースに変更
- 2004年 - 学園創立50周年。中学校海外ホームステイ制度（オーストラリア）スタート
- 2005年 - 特別奨学生入試開始
- 2009年 - 総合グラウンドを人工芝へ改修
- 2013年 - 総合体育館リニューアル
- 2015年 - 高等学校に難関国公立コースを新設。60周年記念事業としてICT教育環境を整備。一人一台iPad利用開始。
- 2016年 - GLP（グローバルリーダープロジェクト）開始
- 2022年 - 高等学校にグローバルコースを新設

## 設置学科
- 普通科（全日制課程）

## 著名な卒業生

### 政治
- 額賀福志郎 - 衆議院議員、第79-80代衆議院議長
- 山根隆治 - 参議院議員
- 長谷部健 - 渋谷区長、特定非営利活動法人 greenbird代表
- 菅源太郎 - 武蔵野市議会議員（中退）

### 経済
- 緒方克明 - アライアンス・バーンスタイン株式会社元代表取締役会長
- 正垣泰彦 - 株式会社サイゼリヤ創業者、代表取締役会長
- 平林朗 - 株式会社JHAT代表取締役社長、株式会社エイチ・アイ・エス元取締役副会長

### 放送
- 寺島尚正 - フリーアナウンサー（元文化放送アナウンサー）
- 古谷敏郎 - NHKアナウンサー
- 石井佑弥 - 福島中央テレビアナウンサー

### スポーツ
- 相川進 - 元プロ野球選手
- 清水透（清水宏悦） - 元プロ野球選手
- 森山正義 - 元プロ野球選手、元明治学院大学硬式野球部監督
- 吉田大成 - 元プロ野球選手
- 吉田大就 - 元プロ野球選手

### 芸能
- 小西良幸 - ファッションデザイナー・タレント
- 柳家権太楼 (3代目) - 落語家
- 児玉智洋（サルゴリラ）- お笑い芸人
- 市川知宏 - 俳優
- 蛯名健一（EBIKEN） - パフォーマー
- 関口アナン - 俳優
- にしくん - 元AV監督

### 音楽
- スガシカオ - シンガーソングライター
- 柏木広樹 - チェリスト
- 新保恵大 - ミュージシャン（PENGUIN RESEARCH）

## 交通
電車
- 東京メトロ丸ノ内線方南町駅下車、徒歩5分

バス
| 運行事業者        | 主要駅            | 系統      | 下車停留所   |
| ----------------- | ----------------- | --------- | ------------ |
| 都営バス          | 新代田駅          | 宿91      | 和田堀橋     |
| 都営バス 京王バス | 阿佐ケ谷駅 笹塚駅 | 渋66      | 和田堀橋     |
| 京王バス          | 新宿駅西口        | 宿32 宿35 | 佼成会聖堂前 |
| 京王バス          | 中野駅            | 中71      | 佼成会聖堂前 |
| 京王バス          | 永福町            | 永70      | 佼成会聖堂前 |